# شهرستان کیلدر
شهرستان کیلدر (ایرلندی: Contae Chill Dara) یک شهرستان در ایرلند است. این شهرستان در استان لینستر قرار دارد و بخشی از منطقه شرق میانه است. نام این استان از شهر کیلدر گرفته شده و جمعیت آن با توجه به سرشماری سال ۲۰۱۱، ۲۱۰٬۳۱۲ نفر است. 

## جغرافیا و تقسیم‌بندی سیاسی
کیلدر بیست و چهارمین شهرستان ایرلند از نظر وسعت جغرافیایی و هفتمین شهرستان از لحاظ جمعیت است. همچنین هشتمین شهرستانِ استان لینستر از بین دوازده شهرستان از لحاظ وسعت و دومین شهرستان بزرگ بر حسب جمعیت می‌باشد. کیلدر توسط شهرستان‌های کارلو، لائویس، میث، افلی، دوبلین و ویکلو احاطه شده. به عنوان یک شهرستان داخلی، کیلدر یک منطقهٔ سراسر دشت است. بالاترین نقطهٔ شهرستان، کوه‌پایههای کوه‌های ویکلو در مرز شرق شهرستان می‌باشد.

### شهرها و روستاها
- الین
- الین‌وود
- لیکسلیپ
- ترنینگز
- سلبریج

### جغرافیای فیزیکی

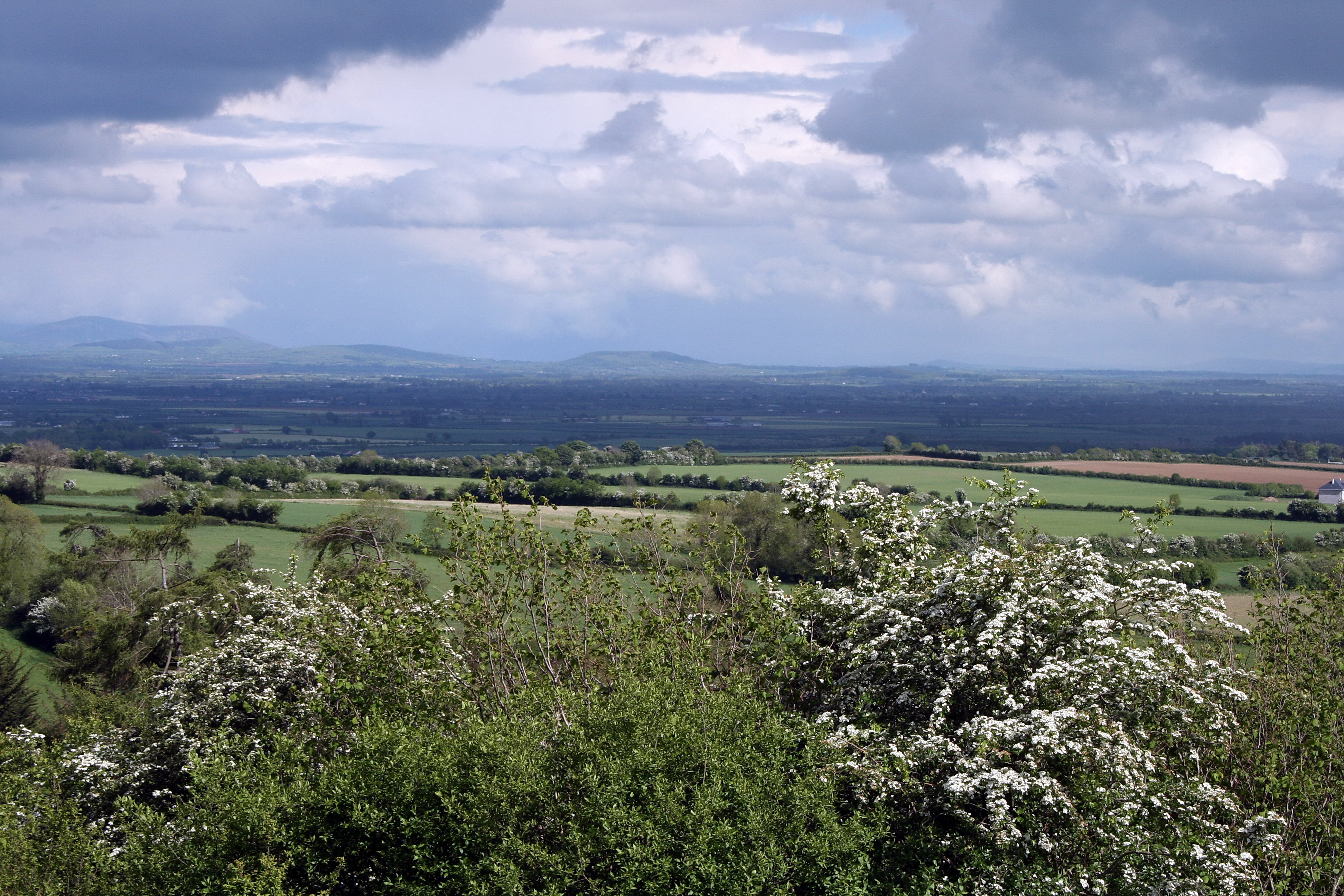
نمایی به شرق در سراسر پهنه دشت جنوبی کیلدر به تپه ویکلو.

این شهرستان دارای سه گروه عمده رودخانه است که در آن جاری هستند: رود بارو، رود لیفی و رود بوین.

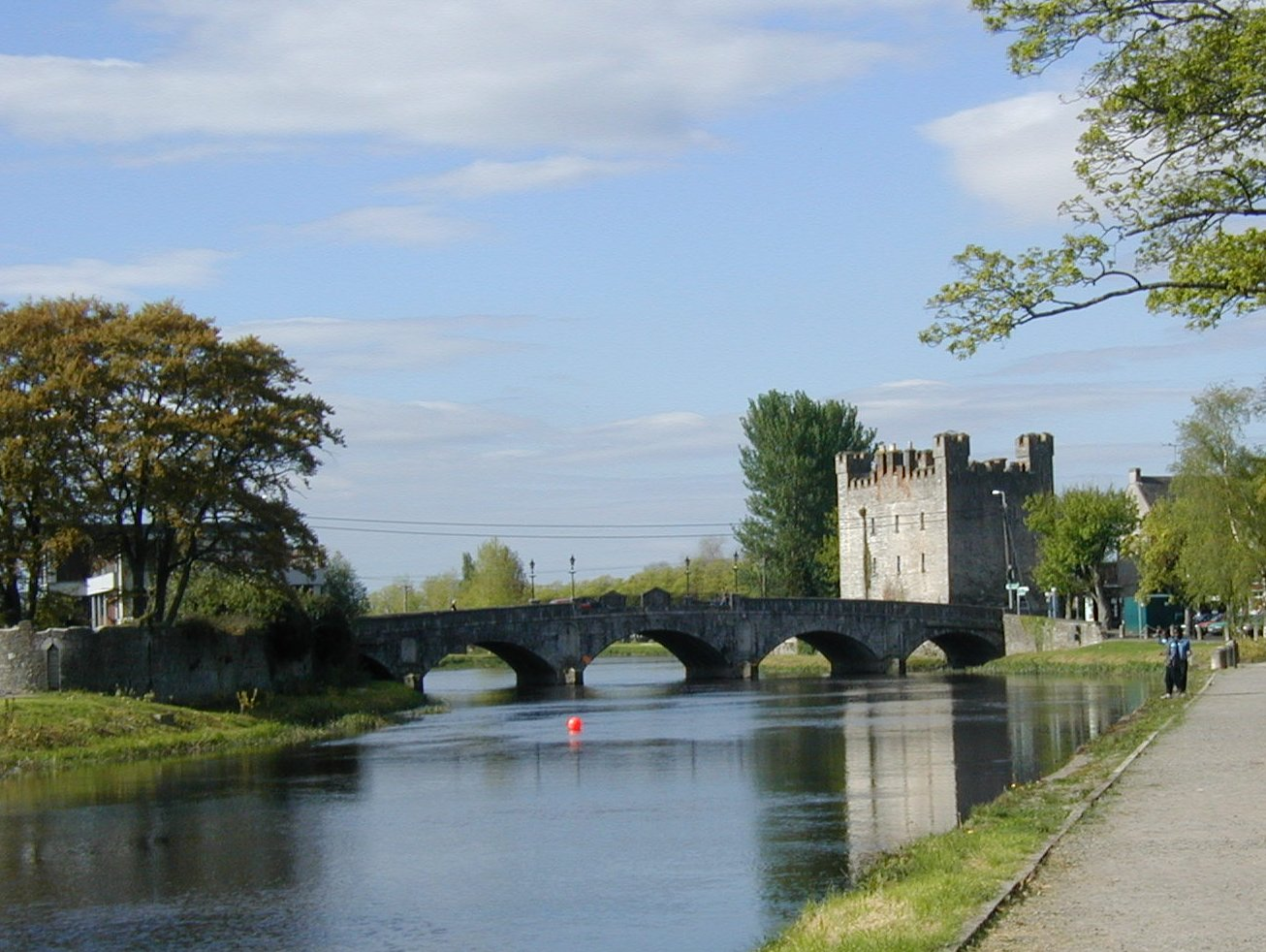
رودخانه بارو و قلعه سفید، اتهی

۸٬۴۷۲ هکتار (۲۰٬۹۳۰ جریب فرنگی) جنگل در کیلدر وجود دارد.

## اشخاص
- ویلوبی همیلتون: بازیکن تنیس
- کاتلین لونسدال: دانشمند
- دوون مورای: بازیگر
- ارنست شکلتون: مکتشف و از اولین اشخاصی که پا به قطب جنوب گذاشت.
- ایدن هیوی: مدیر عامل اجرایی شرکت تولا اویل

## حمل و نقل

### جاده
کیلدر جزو شبکه راه‌های معمول ایرلند است.
جاده M4 که از دوبلین به اسلایگو کشیده شده‌است، از شمال شهرستان و کمربندی شهرهای لیکسلیپ، منوث و کیلکاک عبور می‌کند.
جاده M7 از دوبلین به لیمریک، از شهرستان رد می‌شود و از کمربندی شهرهای نیس، نیوبریج، کیدلر و Monasterevin می‌گذرد.
جاده M9 هم که یک بزرگ‌راه ملیست، از Kilcullen آغاز می‌شود و به واترفورد می‌رسد.

### راه‌های آبی
کیلدر در مرکز شبکهٔ آبی گرند کانال ایرلند که در انتهای قرن هجدهم ساخته شده، قرار دارد. این کانال کیلدر را با واترفورد، دوبلین، لیمریک و آتلون متصل می‌کند.

## ورزش

### مسابقه اسب دوانی

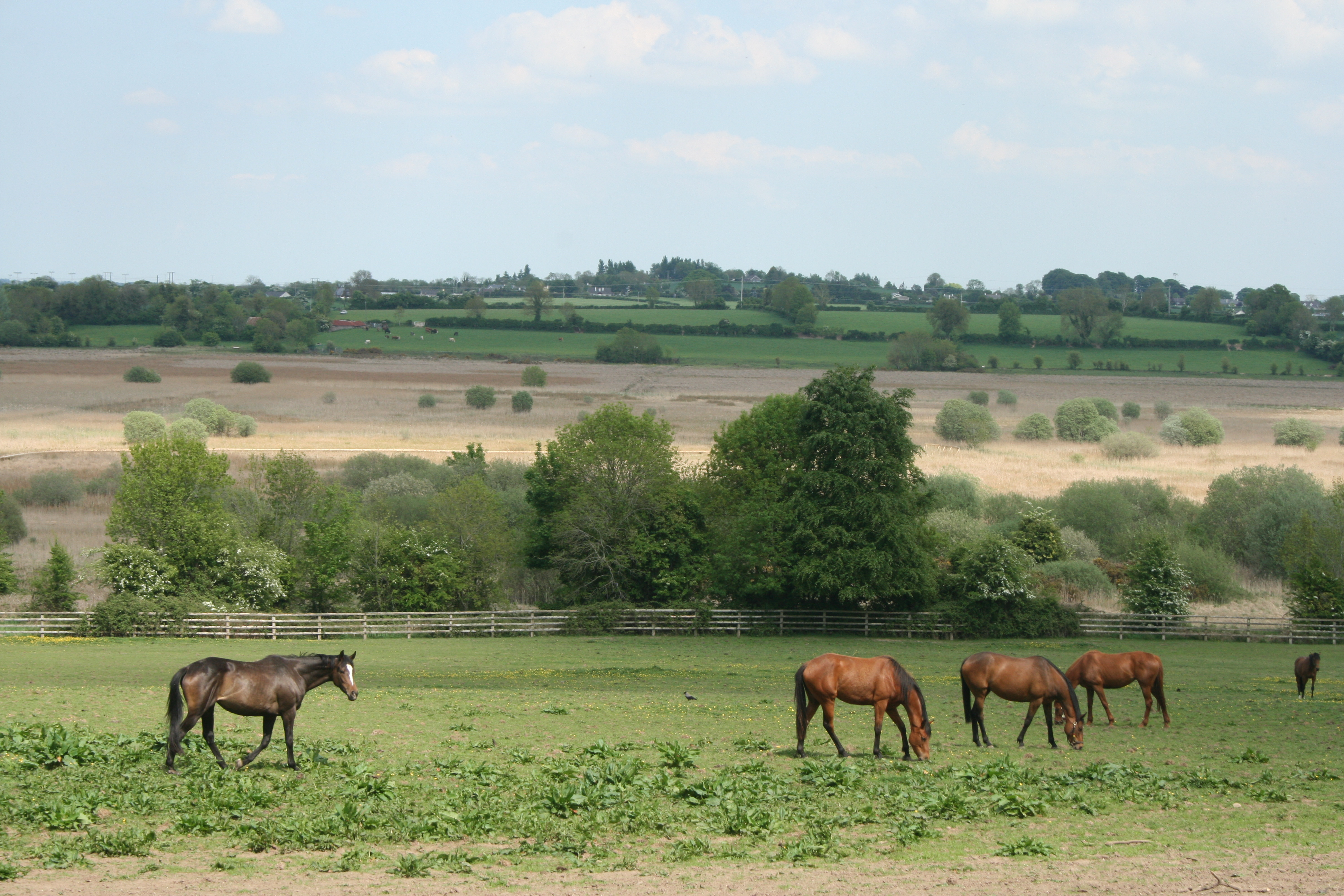
اسب‌های اصیل شهرستان کیلدر

کیلدر در سراسر جهان به مسابقات اسب‌دوانی‌اش مشهور است. همچنین کیفیت اسب‌های پرورش یافته در کیلدر بسیار بالاست.

## خواهرخواندگی
کیلدر با مکان‌های زیر پیمان خواهرخواندگی دارد:
- دوویل، فرانسه
- لکسینگتون، کنتاکی، ایالات متحده آمریکا

هر دوی این‌ها ازمراکز بزرگ پرورش اسب‌های اصیل تروبرد در کشورشان هستند.